# Cyanogeenjodide
Cyanogeenjodide of joodcyanide is een pseudohalogeen-verbinding met als brutoformule CNI. De stof komt voor als witte kristallen met een scherpe geur, die zeer traag reageren met water.

## Synthese
Cyanogeenjodide kan bereid worden via de oxidatie van natriumcyanide met di-jood, waarbij cyanogeen als intermediair optreedt:
{\displaystyle \mathrm {2\ NaCN\ +\ I_{2}\ \longrightarrow \ C_{2}N_{2}\ +\ 2\ NaI} }
{\displaystyle \mathrm {C_{2}N_{2}\ +\ I_{2}\longrightarrow \ 2\ CNI} }

## Toxicologie en veiligheid
Cyanogeenjodide ontleedt bij contact met zuren en reageert traag met water of onder invloed van licht en vochtige lucht. Dit leidt tot vorming van het zeer toxische blauwzuur (HCN):
{\displaystyle \mathrm {4\ CNI\ +\ 2\ H_{2}O\ \longrightarrow \ 4\ HCN\ +\ O_{2}\ +\ 2\ I_{2}} }
De stof reageert ook hevig met sterk oxiderende stoffen.
Cyanogeenjodide is irriterend voor ogen en de huid. De aerosol is irriterend voor de luchtwegen. De stof kan effecten hebben op de zuurstof-stofwisseling van de cellen, met als gevolg bewusteloosheid. Blootstelling kan de dood veroorzaken.